# Cham-e Nār
Cham-e Nār (persiska: چَم نار, چم نار) är en ort i Iran.   Den ligger i provinsen Chahar Mahal och Bakhtiari, i den centrala delen av landet, 400 km söder om huvudstaden Teheran. Cham-e Nār ligger 1 833 meter över havet och antalet invånare är 230.
Terrängen runt Cham-e Nār är huvudsakligen kuperad, men åt nordost är den platt. Cham-e Nār ligger nere i en dal. Runt Cham-e Nār är det ganska tätbefolkat, med 185 invånare per kvadratkilometer. Närmaste större samhälle är Shar-e Kord, 17,7 km sydväst om Cham-e Nār. Trakten runt Cham-e Nār består i huvudsak av gräsmarker.